# Crépy (Weinbaugebiet)
Die Herkunftsbezeichnung Crépy bezeichnet einen Weißwein der Weinbauregion Savoie. Den Namen erhielt die Herkunftsbezeichnung vom 735 m hohen Mont de Boisy, der lokal Montagne de Crépy genannt wird. Die zugelassenen Rebflächen verteilen sich auf die Gemeinden Ballaison, Douvaine und Loisin, alle im Département Haute-Savoie. Das Gebiet liegt auf halbem Weg zwischen der Stadt Genf und Thonon-les-Bains.
Seit dem 29. April 1948 verfügt die Appellation über den Status einer Appellation d’Origine Contrôlée (kurz AOC).
Die Weinberge liegen auf einer mittleren Höhe von ca. 400–530 m in Hanglagen der Ausläufer der Savoyer Alpen knapp oberhalb des Genfersees. Durch die Nähe zum See werden die Temperaturen gemäßigt. Während der Nacht fällt kühle Luft aus den Höhen herab und sorgt für eine dem Weinbau zuträgliche ausreichend hohe Temperaturdifferenz zwischen Tag und Nacht. Die westlich und südwestlich ausgerichteten Weinberge liegen auf einem Molasse-Boden aus dem Erdzeitalter des Chattium innerhalb des Oligozän. Die Molasse wurde zur Würmeiszeit mit Moränen überzogen, die durch das Tal der Dranse dorthin transportiert wurden.

## Rebsorten
Generell sind die Erträge auf 62 Hektoliter pro Hektar beschränkt. Heutzutage ist aufgrund des Erfolgs des Weines eine Tendenz zu hohen Erträgen am oberen Grenzwert des Erlaubten zu beobachten.
Der Weißwein wird ausschließlich aus der Rebsorte Gutedel gekeltert, der hier Chasselas genannt wird.
Vor der Vergärung muss der natürliche Mindest-Zuckergehalt des Mosts 136 g/l betragen, was einem Alkoholgehalt von 9 Vol.-% im Wein entspricht (→ Mostgewicht). Falls in schlechten Jahren einer Chaptalisation zugestimmt wird, darf der Alkoholgehalt des fertig vergorenen Weines nicht 12 Vol.-% übersteigen.
Die Pflanzdichte liegt bei mindestens 8000 Rebstöcken/Hektar.